# Гамова, Елена Николаевна
Елена Николаевна Гамова (родилась 14 сентября 1981 года в Троицких Озерках) — российская регбистка (игрок в регби-15 и регби-7), регбийный тренер, мастер спорта России.

## Биография

### Игровая карьера
Выступала за клуб «РГУТИС-Подмосковье», 5 раз выигрывала чемпионат России и 6 раз — кубок России. В 2005 году в составе сборной России по регби-7 выиграла турнир дивизиона B женского чемпионата Европы в Чехии. В 2008 году стала бронзовым призёром чемпионата Европы по регби-7, проходившего во Франции. Была в заявке на чемпионат Европы 2009 года и чемпионат мира 2009 года. Также становилась дважды бронзовым призёром группы B женского чемпионата Европы в 2005 и 2008 годах.

### Тренерская карьера
В 2015 году тренировала подмосковную команду «Каскад».
Позже стала тренером СДЮШОР по игровым видам спорта, тренировала команды по снежному регби. В 2017 году тренировала женскую юниорскую сборную Московской области по регби-7, с которой выиграла турнир VIII летней Спартакиады учащихся России.
Среди известных воспитанниц — четырёхкратная чемпионка Европы, заслуженный мастер спорта России Марина Кукина.

## Достижения
- Чемпионка России по регби (5 раз)[3]
- Победительница Кубка России по регби (6 раз)[3]
- Победительница группы B чемпионата Европы по регби-15[англ.]: 2005[англ.], 2008[англ.][3]
- Победительница дивизиона B чемпионата Европы по регби-7: 2005[3]
- Бронзовый призёр чемпионата Европы по регби-7: 2008[3]